# Mellen Woodman Haskell
Mellen Woodman Haskell (Salem, Massachusetts, 17 de março de 1863 – Berkeley, Califórnia, 15 de janeiro de 1948) foi um matemático estadunidense, especialista em geometria, teoria de grupos e suas aplicações em geometria.

## Formação e carreira
Após a educação secundária na Roxbury Latin School obteve em 1883 um grau de bacharel e em 1885 um M.A. pela Universidade Harvard. De 1885 a 1889 estudou matemática na Universidade de Leipzig e na Universidade de Göttingen, onde obteve em 1889 um doutorado, orientado por Felix Klein. Em 1889 tornou-se instrutor na University of Michigan. Em 1890 tornou-se professor assistente na University of California, Berkeley, em 1894 foi professor associado e em 1906 full professor. Em 1909 tornou-se chefe do Departamento de Matemática da Universidade da Califórnia em Berkeley, sucessor de Irving Stringham, cargo que manteve até retirar-se como professor emérito em 1933.
Haskell foi palestrante convidado (Invited Speaker) do Congresso Internacional de Matemáticos (ICM) em 1924 em Toronto e em 1928 em Bolonha.

## Publicações selecionadas
- "Ueber die zu der Curve λ3μ+ μ3ν+ μ3λ= 0 im projectiven Sinne gehörende mehrfache Ueberdeckung der Ebene." American Journal of Mathematics (1890): 1–52. doi:10.2307/2369597
- Note on resultants. Bull. Amer. Math. Soc. 1 (1892) 223–224.
- On the definition of logarithms. Bull. Amer. Math. Soc. 2 (1893) 164–167.
- On the introduction of the notion of hyperbolic functions. Bull. Amer. Math. Soc. 1 (1895) 155–159.
- "On a Certain Rational Cubic Transformation in Space." The American Mathematical Monthly 10, no. 1 (1903): 1–3.
- "Generalization of a Fundamental Theorem in the Geometry of the Triangle." The American Mathematical Monthly 10, no. 2 (1903): 30–33.
- The construction of conics under given conditions. Bull. Amer. Math. Soc. 11 (1905) 268–273.
- The resolution of any collineation into perspective reflections. Trans. Amer. Math. Soc. 7 (1906) 361–369.
- The maximum number of cusps of an algebraic plane curve, and enumeration of self-dual curves. Bull. Amer. Math. Soc. 23 (1917) 164–165.

### Como tradutor
- Felix Klein (with translation from the original German by M. W. Haskell): A comparative review of recent researches in geometry. Bull. Amer. Math. Soc. 2 (1893) 215–249.  (Ver também Programa de Erlangen.)